# Межденишки пролом
Межденишкият пролом (или Бинкоски пролом) е пролом на река Тунджа в Южна България, между Сърнена Средна гора на юг и нископланинските подбалкански ридове Межденик и Шивачевски рид на север в Област Стара Загора и Област Сливен. Свързва най-западната част на Твърдишката котловина с най-западната част на Сливенското поле.
Проломът е с дължина около 45 km (втори по дължина в България след Искърския пролом), а средната му надморската височина е около 214 m. Всечен в гранити и доломитно-варовити скали. Образуван е през неоген-кватернера от ерозионната дейност на река Тунджа. Южните му средногорски склонове са по-стръмни и залесени за разлика от северните, които са полегати и силно обезлесени.
Започва югоизточно от град Николаево, на 265 m н.в., заобикаля от север уединеното възвишение Ямурджа и се насочва на юг-югоизток, а след село Паничарево – на изток между рида Межденик на североизток и север и Сърнена Средна гора на югозапад и юг. В района на село Баня е средата на пролома като тук надморската му височина е около 214 m. Оттук до края посоката му се променя на изток-североизток, като в този си участък отделя Шивачевския рид на север от Сърнена Средна гора на юг. Завършва югоизточно от село Бинкос, в най-западната част на Сливенското поле на 188 m н.в. В най-тясната му част, на около 4 km западно от село Баня е изградена преградната стена на язовир „Жребчево“, като по този начин почти половината (горната част) от пролома е залята от водите на язовира, в т.ч и бившето село Запалня.
По неговото протежение са разположени шест села – Паничарево, Баня, Червенаково, Сърцево, Близнец и Бинкос. Източно от село Близнец, на левия бряг на реката се намира паметника на Стоил войвода.
През него преминават и два участъка от Републиканската пътна мрежа на България:
- в най-източната (най-долна част) между селата Близнец и Бинкос – участък от първокласния Републикански път I-6;
- в западната му част, покрай югозападния и южния бряг на язовир „Жребчево“ – участък от второкласния Републикански път II-55.

## Топографска карта
- Лист от карта K-35-52. Мащаб: 1 : 100 000.
- Лист от карта K-35-53. Мащаб: 1 : 100 000.